# Katsuhiro Minamoto
Katsuhiro Minamoto (Hiroshima, 2 juli 1972) is een voormalig Japans voetballer.

## Carrière
Katsuhiro Minamoto speelde tussen 1991 en 1998 voor Cerezo Osaka en Sanfrecce Hiroshima.